# Terremoto de Scotts Mills
El terremoto de Scotts Mills de 1993 fue un terremoto ocurrido el 25 de marzo de 1993 a las 05:34 hora local, con epicentro 5 kilómetros al este de Scotts Mills, en el condado de Marion (norte de Oregón). El terremoto fue el más fuerte (ML = 5,6) que afectó al estado desde 1981, y dañó al Molalla High School y el Capitolio del Estado de Oregón.